# Americhernes suraiurana
Americhernes suraiurana är en spindeldjursart som först beskrevs av Renato Neves Feio 1945.  Americhernes suraiurana ingår i släktet Americhernes och familjen blindklokrypare. Inga underarter finns listade i Catalogue of Life.